# Слюда (Челябінська область)
Слюда (рос. Слюда) — присілок у Нагайбацькому районі Челябінської області Російської Федерації.
Входить до складу муніципального утворення Фершампенуазьке сільське поселення. Населення становить 223 особи (2010).

## Історія
Згідно із законом від 9 липня 2004 року органом місцевого самоврядування є Фершампенуазьке сільське поселення.

## Населення
| 2002 | 2010 |
| ---- | ---- |
| 279  | ↘223 |